# Calvin Coolidge Senior High School
La Calvin Coolidge Senior High School est une high school américaine dans le quartier de Takoma, à Washington. Nommée en l'honneur de Calvin Coolidge, le trentième président des États-Unis, elle relève des écoles publiques du district de Columbia. Ouvert le 23 septembre 1940, son bâtiment principal est inscrit au Registre national des lieux historiques depuis le 12 avril 2022.